# Ствольная коробка

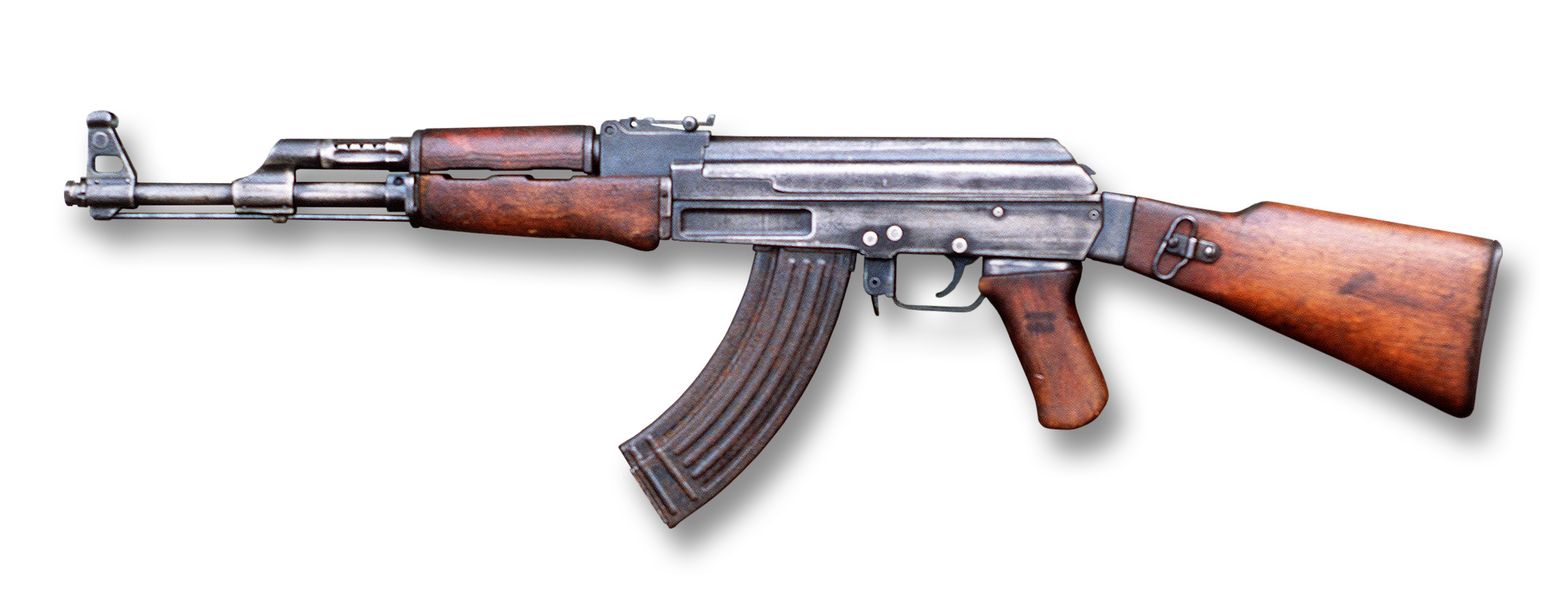
Автомат Калашникова с цельнофрезерованной ствольной коробкой

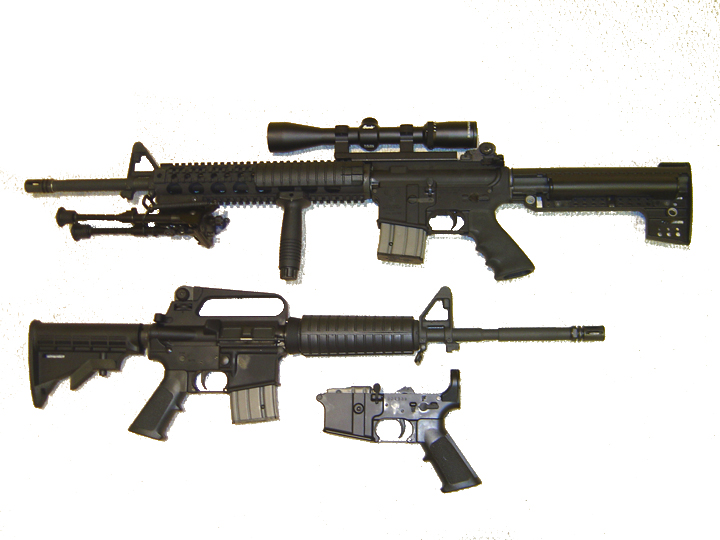
Модели автоматов AR-15 с разными затворными коробками. Внизу — часть затворной коробки.

Ство́льная коро́бка, затво́рная коро́бка — деталь или комплект деталей, предназначенных для размещения основных механизмов стрелкового оружия (запирающего канал ствола, спускового, ударного и предохранительного). В многозарядном оружии с отъёмным магазином в неё входит также приёмник магазина.
В ствольной коробке размещается затворная  группа (затвор или затворная рама), характер  движения которой задан взаимодействием со ствольной коробкой. Затворная группа подаёт патрон в ствол, запирает затвором канал ствола и после выстрела отпирает канал ствола и выбрасывает гильзу. Ударно-спусковой механизм ставится на боевой взвод при движении затвора назад-вперед.
В профессиональной среде принято различать ствольные и затворные коробки по присутствию в них боевых упоров. В таких системах, как автомат Калашникова (модернизованный), винтовка Мосина, винтовка Маузер 98 присутствует ствольная коробка, где ствол вкручен или запрессован (заштифтован), а опоры для боевых упоров размещены в коробке. В таких системах, как винтовка М16, карабины Блазер Р8 и Р93 присутствует затворная коробка, где крепится быстросъёмный ствол с упорами, выполненными заодно с самим стволом или в виде втулки.  